# Katja Rupéová
Katja Rupéová (nepřechýleně Rupé, * 18. září 1949 Mnichov, Německo) je německá herečka.

## Filmografie
- 1973: Ein unheimlich starker Abgang (TV)
- 1974: Münchner Geschichten (TV seriál)
- 1974: Output
- 1976: Der Sternsteinhof
- 1977: Kleinhoff Hotel
- 1978: Flammende Herzen
- 1978: Das andere Lächeln (TV)
- 1978: Deutschland im Herbst (+ režie)
- 1978: 1982: Gutenbach (TV)
- 1979: Derrick – "Der L-Faktor"
- 1980: Endstation Freiheit
- 1981: Případ pro dva (TV seriál)
- 1982: Herr Herr (TV)
- 1983: Kiez
- 1983: Bolero
- 1984: Milenci luny
- 1985: Betrogen
- 1985: Unser Mann im Dschungel
- 1986: La seconda notte
- 1988: Cirkus Humberto (TV seriál)
- 1988: Il colpo (TV)
- 1992: Der Fotograf oder Das Auge Gottes (TV seriál)
- 1993: Ein Fall für zwei – "Mann hinter Vorhang"
- 1994: Ein unvergeßliches Wochenende... in Sevilla
- 1995: Die Kommissarin – "Tod im Gartenhaus"
- 2001: Café Meineid – "Ein weites Feld"
- 2001: Ein Fall für zwei – "Jagdfieber"
- 2002: Zámecký hotel Orth – "Verirrte Gefühle"
- 2004: Daniel – Der Zauberer
- 2011: Dreiviertelmond